# Mademoiselle Agnès
Pour les articles homonymes, voir Agnès et Boulard.
 (mai 2017).
Si vous disposez d'ouvrages ou d'articles de référence ou si vous connaissez des sites web de qualité traitant du thème abordé ici, merci de compléter l'article en donnant les références utiles à sa vérifiabilité et en les liant à la section « Notes et références ».
Agnès Boulard, dite Mademoiselle Agnès, est une chroniqueuse française de télévision née le 5 novembre 1968 à Pau.
Elle travaille sur Canal+ depuis le début des années 1990, où elle intervient notamment dans le domaine de la mode,, aux côtés par exemple de Philippe Gildas, Jean-Luc Delarue ou plus récemment Augustin Trapenard dans des saynètes humoristiques décalées d'hommages cinéphiliques et de commentaires sur les toilettes des personnalités montant les marches du festival international cannois de cinéma.

## Enfance et formation
Elle a passé son enfance à Courbevoie (Hauts-de-Seine) et à Marseille.

## Carrière
Après avoir débuté dans le magazine 7 à Paris, elle rejoint Canal+. Elle présente le bulletin météorologique de l'émission Nulle part ailleurs à partir de 1991 et assure le commentaire des défilés de mode d'hiver et d'été pour cette chaîne.
Elle collabore à l'édition française de Vogue de 2001 à 2005.
En 2001, elle crée une société de production, Lalala, spécialisée dans les reportages sur la mode et la haute couture. Elle produit alors Signé Chanel, documentaire feuilleton en cinq épisodes sur une collection haute couture Chanel pour la chaîne franco-allemande Arte. La première diffusion réalise un record d'audience sur sa case horaire. Réalisé par Loïc Prigent, le documentaire est ensuite acheté dans le monde entier et notamment par la BBC en Angleterre et Sundance Channel aux États-Unis.
Elle présente également l'émission de télé-réalité The Simple Life sur Canal+. Enfin, deux fois par an, elle présente le documentaire Habillée pour… qui commente sur un ton décalé les défilés de mode de la saison.
En 2007, elle tient le rôle de Clara dans le téléfilm Mariage surprise d'Arnaud Sélignac.
Elle participe parfois à l'émission Le Grand Journal, sur Canal+.
En 2012, elle est nommée chevalier de l'ordre des Arts et des Lettres et produit la trilogie Fashion !, une série documentaire sur la mode.
En septembre-octobre 2015, pour la Fashion Week de Paris, elle joue dans une pastille humoristique sur la mode dans Le Petit Journal.

## Filmographie

### Cinéma
- 2018 : Demi-sœurs de Saphia Azzeddine et François-Régis Jeanne : mannequin séance photo
- 2019 : Toute ressemblance... de Michel Denisot : elle-même

### Télévision
- 2005 : Celle qui reste (téléfilm) de Virginie Sauveur : Annie
- 2007 : Mariage surprise (téléfilm) d'Arnaud Sélignac : Clara
- 2014 : WorkinGirls (série télévisée) , saison 3, épisode 8 Reportage : elle-même
- 2021 : Neuf meufs (série télévisée), épisode 5 Violette : Violette
- 2021 : Replay (série télévisée) : elle-même
- 2021 : Christmas Flow (mini-série télévisée) : Brune
- 2022 : 1H30 Max (téléfilm) de Léo Grandperret : La Directrice de Canal+
- 2024 : Emily in Paris (série télévisée), saison 4, épisode 4 The Grey Area : Delphine

## Distinctions
- Chevalière de l'ordre des Arts et des Lettres (2012)